# Wilhelmshöher Allee
Die Wilhelmshöher Allee ist eine der bedeutendsten Straßen in Kassel (Nordhessen, Deutschland). Sie verbindet vollkommen geradlinig die Kasseler Innenstadt im Osten mit dem Schloss Wilhelmshöhe im Bergpark Wilhelmshöhe im Westen.
Führte die in der zweiten Hälfte des 18. Jahrhunderts angelegte Chaussee noch durch ländliches Gebiet, so ist sie heute eine der verkehrsreichsten Straßen im Stadtgebiet. Die Verkehrsbelastung an einem durchschnittlichen Werktag liegt zwischen 6.000 Kraftfahrzeugen am Schloss Wilhelmshöhe im Bergpark und 23.500 Kraftfahrzeugen im Abschnitt zwischen Wehlheider Platz und Schönfelder Straße.

## Geographie

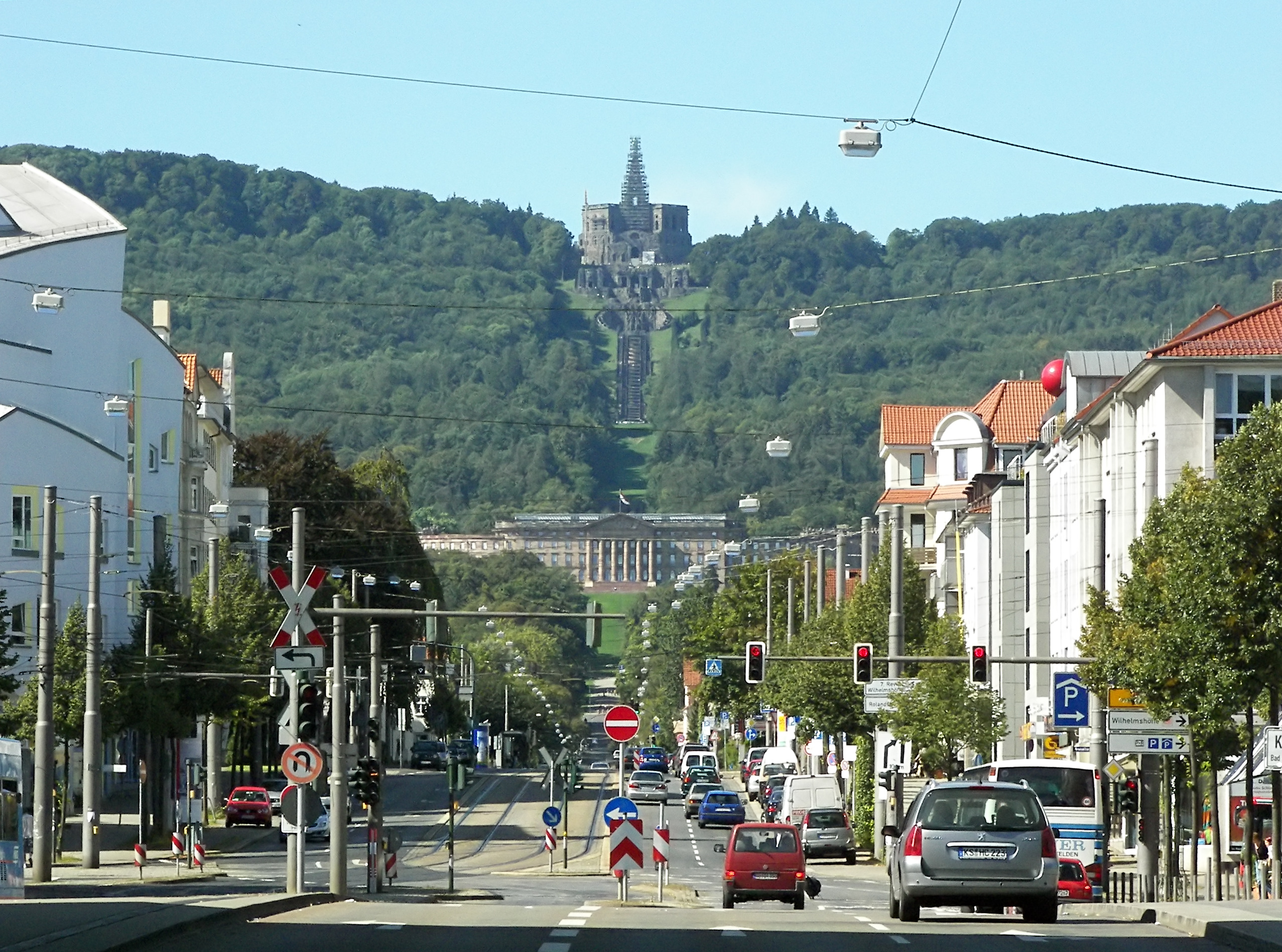
Wilhelmshöher Allee mit Schloss Wilhelmshöhe und Herkules (hinten)

Die geschichtsträchtige und teils prachtvoll gestaltete Allee, die vom Brüder-Grimm-Platz, der sich am Südostrand der Kasseler Innenstadt im Stadtteil Mitte befindet, in Ost-West-Richtung zum Bergpark Wilhelmshöhe führt, ist aufgrund ihres völlig gerade angelegten Straßenverlaufs die augenfällige Hauptachse der Stadt, nicht aber deren meist befahrene Straße. Teils als Grenze der Stadtteile Wehlheiden und West führt sie über den Stadtteil Bad Wilhelmshöhe zum Schloss Wilhelmshöhe, womit sie auch in Ausrichtung zum Herkules angelegt wurde.
Die Länge des mit Kraftfahrzeugen befahrbaren Teils der Wilhelmshöher Allee beträgt zwischen dem Brüder-Grimm-Platz und dem Abzweig Mulangstraße, der sich etwa am untersten Ende des Bergparks Wilhelmshöhe befindet, 4.565 m, die Gesamtdistanz der Sichtachse Brüder-Grimm-Platz-Herkules rund 6.800 m (Luftlinie). Der Spazierweg, der sich ebenfalls völlig gerade verlaufend an das Westende der Allee in Richtung Schloss anschließt, heißt Königschaussee.
Die Wilhelmshöher Allee geht am Brüder-Grimm-Platz in die Hauptgeschäftsstraße, die Obere Königsstraße über. Das Westende der Allee geht über die kurvenreiche Tulpenallee in die zumeist gerade verlaufende Rasenallee über, die in Richtung Norden durch den Kasseler Stadtteil Harleshausen und durch die Gemeinde Ahnatal zum Schloss Wilhelmsthal (Sommerresidenz sowie Lust- und Jagdschloss des Landgrafen Wilhelm VIII.) führt, das in der heutigen Gemeinde Calden steht.

## Geschichte

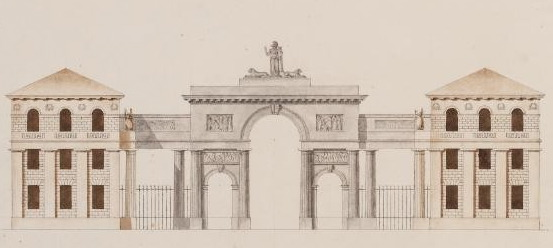
Am seit 1803 geplanten (aber nie fertiggestellten) Wilhelmshöher Tor beginnt die Allee noch heute

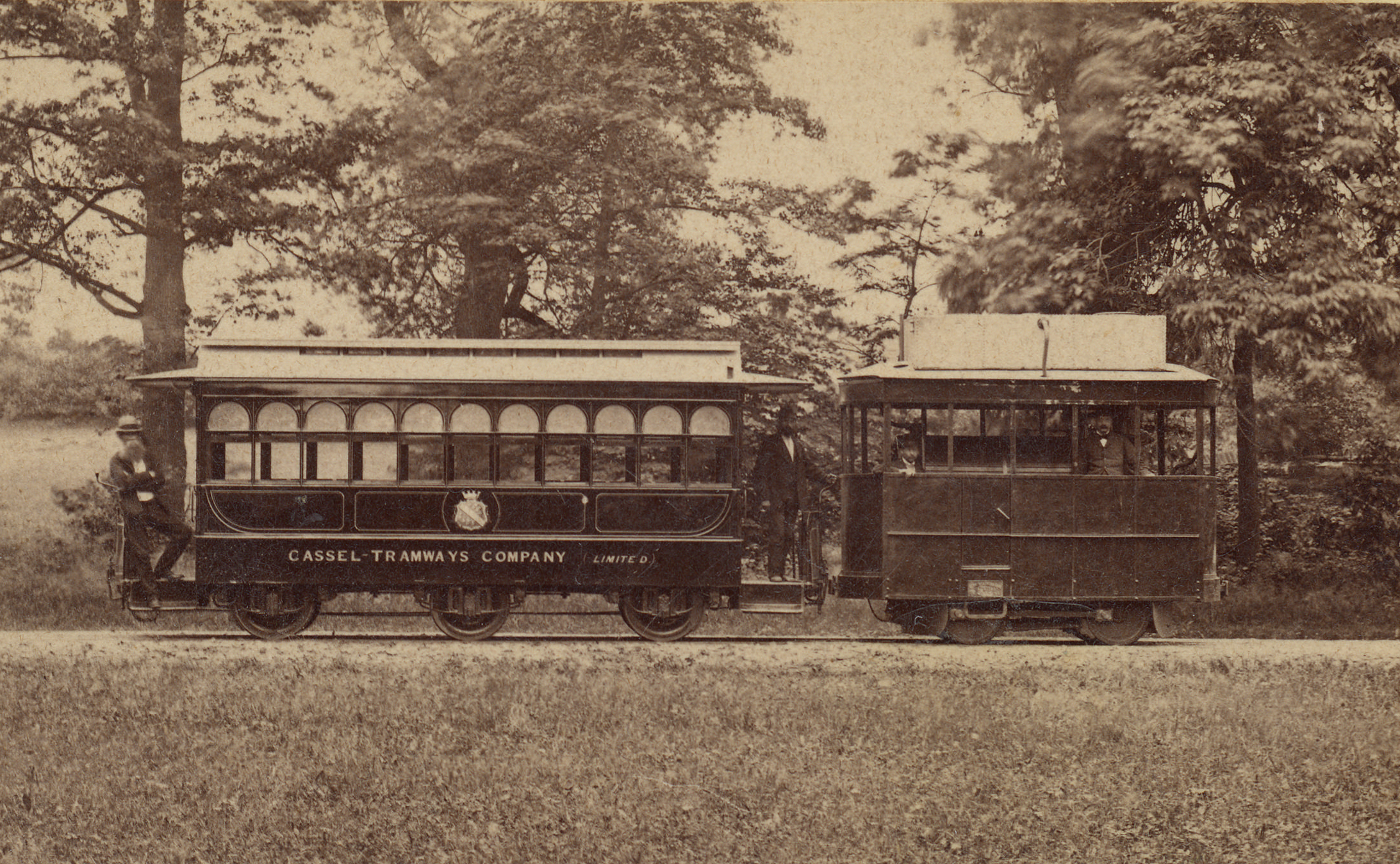
1877 fuhr die erste Dampfstraßenbahn des europ. Festlandes über die Allee

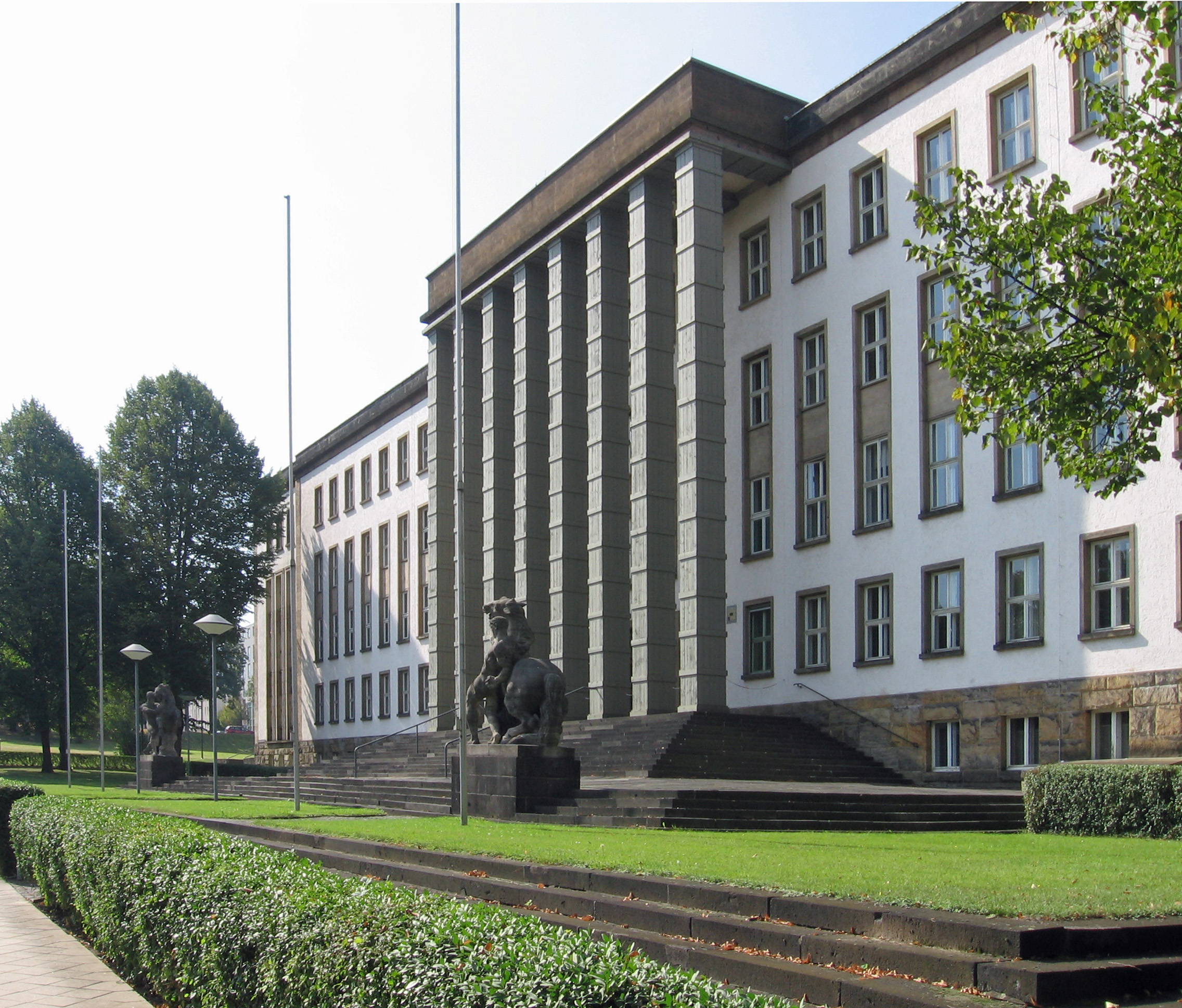
Ehemaliges Wehrkreisdienstgebäude; typischer Vertreter der Architektur im Nationalsozialismus, heute Nebeneingang des Bundessozialgerichts

Die Wilhelmshöher Allee ist neben der genannten Straßenkette Tulpenallee-Rasenallee ein Teil der Gesamtkonzeption des Bergpark Wilhelmshöhe, der im Kasseler Habichtswald ab 1696 im Auftrag der Landgrafen und Kurfürsten von Hessen-Kassel entstand. Als von 1767 bis 1778 neu angelegte, von Eschen und Linden gesäumte Allee führte sie anfangs zumeist durch nur wenig bebaute Gebiete und das Dorf Wahlershausen zu einem auf dem Weißenstein erbauten Jagdschloss, aus dem sich später das Schloss Wilhelmshöhe entwickelte.
Die Wilhelmshöher Allee wurde insbesondere angelegt, damit die Landgrafen und deren Gäste vom Kasseler Stadtgebiet, das damals noch weit vom Habichtswald entfernt war, mit ihren Pferden und Pferdefuhrwerken bequem zur/zum neu entstehenden Schlossanlage/Bergpark gelangen konnten; damit man auch auf diese Weise von dort in Richtung Norden zum bereits erwähnten Schloss Wilhelmsthal bei Calden gelangen konnte, wurde die sich an das Westende der Wilhelmshöher Allee anschließende Straßenkette Tulpenallee-Rasenallee angelegt, die seit ihrer Errichtung unter anderem von Bäumen gesäumt wird.
Am Wilhelmshöher Tor, das die westliche Begrenzung vom Brüder-Grimm-Platz bildet, wurden bis 1803 nach Plänen von Heinrich Christoph Jussow zwei Wachgebäude errichtet. Im nördlichen wohnten von 1814 bis 1822 die Brüder Grimm.
In den Jahrhunderten, die der Entstehungsphase der Wilhelmshöher Allee folgten, wurden die an die Allee angrenzenden, ländlichen Gebiete systematisch bebaut, so dass die Bebauung langsam ineinander verschmolz und die dadurch direkt aneinander stoßenden Dörfer allmählich Stadtteile von Kassel wurden. Seitdem ist die ehemalige Landstraße eine innerstädtische Straße. Bereits seit 1877 befährt die Kasseler Straßenbahn die Allee auf ganzer Länge.
Nachdem Kassel 1934 zur Gauhauptstadt erklärt worden war, sollte auch die Wilhelmshöher Allee zu einer gigantischen Prachtstraße ausgebaut werden. Auf der Propagandaausstellung Schaffendes Volk 1937 in Düsseldorf wurden Pläne präsentiert, die die Umgestaltung der Stadt Kassel darstellten. Neben einem Gauforum auf dem Weinberg sollte die Wilhelmshöher Allee auf 40 Meter verbreitert werden und mit monumentalen öffentlichen Gebäuden und weiträumigen Plätzen gegliedert werden. In der neu geplanten Häuserflucht entstand das so genannte „Generalkommando“, heute Sitz des Bundessozialgerichts und das Finanzamt in der Wilhelmshöher Allee 64–66.
Im Zweiten Weltkrieg fielen besonders in der Nacht vom 22. auf 23. Oktober 1943, als zum Beispiel die Kasseler Innenstadt durch einen britischen Luftangriff schwer beschädigt wurde, auch zahlreiche Gebäude in den Ortsbezirken an der Wilhelmshöher Allee den Bomben zum Opfer. Dadurch wurde das rund 150-jährige Erscheinungsbild gravierend zerstört.
Der allmählich seit den 1950er-Jahren stattfindende Wiederaufbau bzw. Neubau von Häusern veränderte das Erscheinungsbild der vor dem Krieg meist nur zweispurigen Allee nachhaltig, wobei die Bebauung und damit die Stadtteile noch mehr zusammenwuchsen. An einigen Stellen stehen allerdings noch Gebäude aus der Gründerzeit. In den 1970er Jahren wurde die Straße verbreitert. Der alte Baumbestand zwischen Stadtzentrum und der Gemarkung Wahlershausen fiel diesem Eingriff dabei in großen Teilen zum Opfer.
Große Umgestaltungen erfuhr die Allee auch durch den aufwendigen Neubau des Bahnhofs Kassel-Wilhelmshöhe (Ende der 1980er bis Anfang der 1990er), der mit großzügig angelegtem Straßenbahnknotenpunkt und Busbahnhof unter einem großen Vordach am 29. Mai 1991 eröffnet wurde.
Heutzutage wird die Wilhelmshöher Allee von zahlreichen Geschäften, Cafés und Restaurants, die sich teils in Einkaufszentren befinden, Hotels, verschiedenen Firmen, Wohnhäusern (wie dem historistischen Haus Wilhelmshöher Allee 118), dem Bahnhof Kassel-Wilhelmshöhe, der Kurhessen-Therme und Kliniken gesäumt. Vor allem unmittelbar westlich des Bahnhofs Kassel-Wilhelmshöhe entwickelte sich seit den 1990er Jahren ein urbanes Subzentrum mit Anthroposophischem Zentrum (einschließlich Konzertsaal), Einzelhandelsgeschäften des hochwertigen Bedarfs und zahlreichen Dienstleistern.